# Gorazd Dekleva
Gorazd (Milan) Dekleva, slovenski profesor in nekaj časa opat samostana v srbski pravoslavni Cerkvi, * 25. maj 1901, Ilirska Bistrica, † 24. marec 1992, Ilirska Bistrica.

## Življenje in delo
Gorazd Dekleva, pri krstu Franc, je gimnazijo končal na Sušaku (novejši del Reke vzhodno od korita reke Rječine), odšel 1921 v Jugoslavijo, delal nekaj časa na železnici in 1926 odslužil vojaški rok kot gojenec šole za rezervne oficirje. Leta 1931 je bil na priporočilo patriarha Germana za leto dni sprejet v samostan Krušedol na Fruški gori in nato nadaljeval študij v Beogradu. Diplomiral je iz umetnostne zgodovine, potoval na Atos (sveta gora na polotoku Halkidiki), živel 1937 v samostanu Ravanica, kjer pa je javno kritiziral profašistično usmerjenost Jugoslavije; zato so ga oblasti obsodile in je dva meseca preživel v zaporu v Đakovici. Po prestani kazni je postal profesor v prizrenskem semenišču, od tu so ga premestili na Cetinje, pa ponovno kazensko v Sarajevo in še v Peć (Kosovo). Ob nemškem napadu na Jugoslavijo je odšel v Beograd, ter tu delal na obnovi slovenske pravoslavne občine. Že leta 1937 je pričel prevajati liturgične pravoslavne tekste v slovenščino. V Beogradu jih je želel tudi tiskati, a je cenzura prepovedala vsko omenjanje slovenske narodnosti, zato je bil ponovno obsojen in zaprt. Po prestani kazni mu je metropolit Josif dovolil, da je odšel v 13. krajiško brigado. Tu je napredoval do majorja. Po vojni je prišel v Maribor, kjer je nekaj časa na gimnaziji poučeval latinščino, nato pa se je zaposlil na katastrskemu uradu. V Mariboru se je trudil za obnovo pravoslavnih cerkvenih središč na Štajerskem. Leta 1962 je stopil v pokoj. Na povabilo cetijskega patriarha Danila je odšel v Črno goro in tu živel v samostanih Praskovica in Podostrog; ta samostan, v katerem je bil arhimandrit (opat), je pomemben črnogorski kulturni spomenik in ki je bil že v razpadajočem stanju, je začel obnavljati. (V samostanu Podostrog je nekaj let živel in pisal Petar II. Petrović Njegoš; tu je napisal epski spev Slobodijada, v katerem slavi črnogorske zmage nad Turki in Francozi ter pretežni del Gorskega venca).